# Fernando Arens
Fernando Arens (Nova Friburgo, 1848 — Hamburgo, 4 de julho de 1921) foi um engenheiro e político brasileiro. Foi o fundador da Oficina Arens, vereador e intendente de Jundiaí nos anos de 1893 a 1895.

## Biografia
Filho de Heinrich Emanuel Albrecht Arens e Maria Elisabeth Hernandine Rohe, casou-se em Campinas com Felisbina Teixeira Nogueira Garcia em 18 de abril de 1880, com quem teve seis filhos.
Em 1874 junto com os irmãos Henrique e Augusto estabeleceu no Rio de Janeiro a Arens & Irmãos importadora de máquinas para a lavoura e para a indústria, Fernando mudou-se para São Paulo estabelecendo uma filial com o objetivo de expansão dos negócios. No ano de 1877 a empresa estabeleceu-se em Campinas com uma fábrica de carruagens e máquinas agrícolas, como a máquina Progresso para o beneficiamento de café e importação de máquinas a vapor da Marshall Sons & Cia. Devido a uma epidemia de Febre amarela em 1890 a empresa mudou-se para Jundiaí. A Cia. Arens, em 1891 apresentava um capital de 2 bilhões de réis, dividido em 10 mil ações, sendo que os principais acionistas eram fazendeiros do café.
Em 1905 formou sociedade com seu filho Fernando Arens Jr. a empresa Fernando Arens & Filho, importadora de máquinas como a Heinrich Lanz, além de fabricar máquinas próprias patenteadas como secador de café.
Em homenagens aos Arens em 1890 o bairro do Pito Aceso passou a se chamar Vila Arens.